# Markaz at Tall al Kabīr
Markaz at Tall al Kabīr (arabiska: مركز التل الكبير) är en region i Egypten.   Den ligger i guvernementet ash-Sharqiyya, i den norra delen av landet, 80 km nordost om huvudstaden Kairo.